# Mahaica Village
Mahaica Village é uma pequena cidade no litoral da Guiana, localizada na região 4 de Demerara–Mahaica.